# Neoperla rougemonti
Neoperla rougemonti és una espècie d'insecte plecòpter pertanyent a la família dels pèrlids.
En el seu estadi immadur és aquàtic i viu a l'aigua dolça, mentre que com a adult és terrestre i volador.
Es troba a Malàisia: Sarawak (Borneo).